# Achloorhydrie
Achloorhydrie en hypochloorhydrie verwijzen respectievelijk naar een toestand waarbij de productie van maagzuur in de maag afwezig is, dan wel verlaagd is. Deze toestanden zijn geassocieerd met vele andere medische problemen.

## Symptomen
Het verminderde niveau van het maagzuur kan de symptomen veroorzaken van gastro-oesofageale refluxziekte, en belemmert de eiwitvertering door het remmen van de activatie van het enzym pepsine, waarvan de activering een lage pH van de maag vereist. Bovendien is een hoge pH in de maag geassocieerd met bacteriegroei in de dunne darm (als de maag niet de microben kan doden die normaal aanwezig zijn in levensmiddelen), wat kan zich manifesteren als diarree of malabsorptie van voedingsstoffen zoals proteïnen, vitamines, en mineralen. De risico's van bepaalde infecties, zoals Vibrio vulnificus (meestal afkomstig van zeevruchten) is verhoogd. Zelfs zonder bacteriegroei kan een te lage maagzuur leiden tot voedingstekorten door malabsorptie van elementaire elektrolyten (magnesium, zink, etc) en vitaminen (met inbegrip van vitamine C, vitamine K, en het B-complex van vitamines). Deze tekortkomingen zijn geassocieerd met het ontstaan van een breed scala aan ziekten, van vrij goedaardig neuromusculaire problemen tot levensbedreigende ziekten. Een persoon met achloorhydrie kan door de vertering van voedsel dat niet goed is afgebroken door maagzuur, last hebben van maagpijn en andere syndromen van indigestie. Ook kan achloorhydrie auto-immuunziekten als gevolg hebben.

## Oorzaken
- Auto-immuunziektes waar sprake is van de productie van antilichamen tegen pariëtale cellen die normaal het maagzuur produceren.
- Het gebruik van antacida (die het maagzuur neutraliseren) of medicijnen die de productie van maagzuur remmen (zoals H2-receptor antagonisten) of het transport van maagzuur (zoals protonpompremmers).
- Een symptoom van zeldzame ziektes, zoals mucolipidosis (type IV).
- Een symptoom van Helicobacter pylori besmetting die de secretie van maagzuur neutraliseert en vermindert, om zijn eigen voortbestaan in de maag te ondersteunen.[1]
- Een symptoom van pernicieuze anemie, atrofische gastritis, VIPoma's of van maagkanker.
- Radiotherapie van de maag.
- Gastric Bypass procedures zoals een Duodenal Switch en RNY, waar de grootste zuur producerende delen van de maag worden ofwel verwijderd.
- VIPoma (vasoactieve intestinale peptide), een neuro-endocriene tumor van de alvleesklier.

## Diagnose
90% van alle patiënten met achloorhydrie heeft detecteerbare antistoffen tegen de H+/K+ ATP-ase protonpomp. De diagnose wordt gesteld als de pH in de maag hoog blijft (> 4,0), ondanks maximale stimulatie van pentagastrine. Hoge gastrineniveaus worden vaak gedetecteerd in het bloed.

## Behandeling
De behandeling richt zich op het aanpakken van de onderliggende oorzaak van de symptomen. Veel gezondheidsspecialisten raden maaltijdsupplementen aan, zoals betaïne hydrochloride (ook bekend als betaïne HCL) om maagzuur te verhogen en te zorgen voor een goede spijsvertering. Betaïne HCL moet niet worden verward met betaïne in de vorm van DMG (Dimethylglycine) of TMG (trimethylglycine), die zoet zijn en niet zuur. In tegenstelling tot TMG / DMG, bevat betaïne zoutzuur dat uiteenvalt in de maag, wat leidt tot een lagere pH en een verbetering van de vertering van voedsel, in het bijzonder proteïnen. Betaïne HCL wordt meestal verkocht als een preparaat in combinatie met pepsine, een verteringsenzymen.
Naast het nemen van stappen om de pH van de maag te verlagen, wordt suppletie met mineralen en vitaminen, zoals vitamine B12 (die slecht wordt geabsorbeerd bij achloorhydrie / hypochlorhydria door het ontbreken van intrinsieke factor) gewoonlijk aanbevolen om te compenseren voor de malabsorptie van voedingsstoffen. Omdat de zuurgraad van de maag de primaire afweer tegen infecties van het maag-darmkanaal, kunnen antimycotica, probiotica en antibiotica nodig zijn om terugkerende infecties te behandelen.

## Prognose
Er is weinig bekend over de prognose voor de achloorhydrie, al zijn er onderzoeken waaruit een verhoogd risico op maagkanker blijkt.